# Археолошко налазиште Десило
Археолошко налазиште Десило је подводни археолошки локалитет у јужној Босни и Херцеговини, смештен у близини Неретве и хрватске границе. Први пут је откривен крајем 20. века, али његова историја се може пратити још од античког времена. Истрагама археолошког тима Универзитета у Мостару 2007. су откривени многи потопљени чамци на дну малог језера у долини Десило. Археолози верују да су ови чамци илирски бродови, који датирају из првог и другог века пре нове ере. Даља ископавања 2008. од стране археолога Универзитета у Ослу су пронашла доказе који сугеришу да је Десило био илирско трговачко место. Ови археолошки налази су значајни јер су прво познато откриће илирских бродова. Такође, Десило који је функционисао као трговачки центар између Илира и Римљана.

## Историја
Подводно археолошко налазиште Десило је први пут откривено и званично забележено 1972. Смештено је 20 километара од обале реке Неретве. У ери древне Босне и Херцеговине Неретва је била место древних илирских племена Ардијејца и Даорсија. Налази се у близини више пролаза за копнени саобраћај у правцу Даорсона, као и римске колоније Нарона. Данас се Десило налази у Хутовом блату, парку природе на реци Неретви. Археолошка истраживања 2007. и 2008. су пружила археолозима и историчарима информације о Десиловој функцији и значају у давним временима.

## Археолошка ископавања и налази
Марта 2007. професорка Сњежана Васиљ са Универзитета у Мостару и њен археолошки тим су пронашли шеснаест илирских чамаца више од шест метара испод нивоа воде у Десилу. Ово откриће је прво ове врсте: илирски бродови су раније били познати историчарима само кроз грчке и римске митове. Бродови су били покривени фрагментима амфора, римским крчазима за држање вина. Открићем бродова, Васиљ и њен археолошки тим су закључили да су Римљани потопили бродове због напада илирских гусара.
Археолози Марина Прусац и Адам Линдхаген са Универзитета у Ослу нису се у потпуности сложили са тумачењем археолошког тима професора Васиља. Навели су да је Десилова близина римске колоније Нарона, као и њен положај у најудаљенијој тачки залива, учинио ово место мало вероватним подручјем за пиратске активности. Уместо тога, мислили су да је Десило функционисао као трговачки центар. На јесен 2008, Прусацов и Линдхагенов археолошки тим су спровели треће познато подводно истраживање налазишта Десило. На основу налаза додатних потопљених бродова и комада амфора из 1. века пре нове ере, остатака луке и рушевина илирског насеља, археолози су закључили да је Десило трговачко место и да је служио као важна тачка контакта између древних Илира и Римљана.

### Потопљени чамци
Међу потопљеним бродовима, Васиљ је са својим тимом поред претходно поменутих поломљених амфора пронашао гвоздена римска копља и потковице. Према њиховом истраживању, ови налази указују да су Римљани потопили бродове након илирског гусарског напада.
Археолошки тим Прусаца и Линдхагена је пронашао већи број чамаца у Десилу него што је раније забележено. Они су пријавили преко тридесет потопљених бродова. Римљани су их називали lembi, мали чамци који су били познати по брзини. Према Линдхагеновом датирању амфора, временски распон у којем су чамци потопљени био је током једног века.

### Амфоре
Међу чамцима на кориту језера, археолози су пронашли стотине комада амфора и више од 700 поклопаца. Линдхаген, специјалиста за амфоре, је изјавио да налази сугеришу да је увоз из римске колоније Нарона био много обимнији него што се раније мислило. Анализирао их је како би пронашао порекло амфора и утврдио да су произведене дуж далматинске обале, где се вино извозило у цело Римско царство.
Археолози још увек нису сигурни зашто су све амфоре поломљене. Прусац и Линдхаген су изјавили да мисле да Римљани не би потопили стотине амфора у којима се налазило њихово вино или претпостављају да су бачене након што су их испразнили. Међутим, примећују да би налази костију животиња, коњских зуба, илирске керамике и оружја попут секира и врхова копља могли указивати на то да су Илири тако приносили ритуалне дарове мору. Иако је ова пракса била уобичајена у Скандинавији током гвозденог доба, за њу се никада раније није чуло у илирском подручју или околни регије источног Јадрана.

### Остаци луке
Линдхаген и Прусац су открили остатке луке закопане у кориту реке. Полигонални зид дужине 20 метара и ширине 60 центиметара је чврсто изграђен. Други зид, који није тако изгледао, је пронађен испод блата у кориту реке. Археолози су мислили да је лука радила као трговачко место, са стабилним зидом који је функционисао као кеј, а други као брана. Такође су пронашли многе делове керамике међу остацима луке.

### Рушевине насеља
Прусац и Линдхаген су пронашли илирско насеље стотинак метара од луке. Археолози Џо Симон Фрешауг Сток, Лена Ос Јоханесен и Оле Кристијан Аслаксен су открили формације тераса у планинском делу долине, за које сугеришу да је постојало најмање неколико стотина година пре него што је дошло до било какве трговине између Илира и Римљана. У близини насеља су такође пронађени сидрени делови, врхови копља и фибула, као и металне копче за причвршћивање одеће и гробови који су претходили било ком од других налаза.

## Значај археолошких налаза
Линдхаген је изјавио да је откриће у Десилу најважније откриће свих времена из илирских области и да на том месту још много тога треба открити.
Налази Прусца и Линдхагена који сугеришу да је Десило био трговачко средиште између Илира и Римљана откривају везе између две групе. Пре овог открића, описи Илира били су усредсређени на њихово ратно понашање и кратке односе са Римљанима и Грцима. Прусац је изјавио да откривање односа између Илира и Римљана показује да су Илири временом развили у свом контакту са другим народима.
Прусац је изјавио да је њихово откриће важно за разумевање културних идентитета на Балканском полуострву у древним временима. Археолошка истраживања о Илирима су политички коришћена као културно-историјски лепак различитих група у бившој Југославији, пошто је неутрални израз илирски примењен на све тамошње етничке групе, али докази Прусаца и Линдхагена о односима показују да су постојале разлике међу илирским народима.